# Медведє Брдо
Медведє Брдо (словен. Medvedje Brdo) — поселення в общині Логатець, Осреднєсловенський регіон, Словенія. Висота над рівнем моря: 806 м.